# 南韓大討伐作戦
南韓大討伐作戦（なんかんだいとうばつさくせん、朝鮮語: 남한대토벌작전）は、1909年9月から10月にかけて、大韓帝国全羅北道・全羅南道で大日本帝国が実施した、現地民衆による抗日武装闘争（義兵闘争、義兵運動、抗日義兵運動）の掃討作戦である。南韓暴徒大討伐作戦、南韓討伐大作戦と表記されることもある。
最も遅くまで義兵闘争が続いていたこの地域で、臨時韓国派遣隊司令官渡邊水哉が指揮し、兵力を集中させ一気に鎮圧（弾圧）する作戦を立てた。9月の第1次作戦で、義兵373人が死亡、979人が逮捕された。懐柔・帰順策を採り入れた10月の第2次作戦で、57人が死亡、708人が自首した。この作戦により大韓帝国国内における組織的な義兵闘争は事実上消滅した。